# Pseudogonatodes
Pseudogonatodes — рід геконоподібних ящірок родини Sphaerodactylidae. Представники цього роду мешкають в Південній Америці.

## Види
Рід Pseudogonatodes нараховує 8 видів:
- Pseudogonatodes barbouri (Noble, 1921)
- Pseudogonatodes furvus Ruthven, 1915
- Pseudogonatodes fuscofortunatus Schargel, Hernández-Morales, Daza, Jowers, Montes-Correa, De Freitas, Sullivan, Gamble, Bauer & Rivas, 2024
- Pseudogonatodes gasconi Ávila-Pires & Hoogmoed, 2000
- Pseudogonatodes guianensis Parker, 1935
- Pseudogonatodes lunulatus (Roux, 1927)
- Pseudogonatodes manessi Ávila-Pires & Hoogmoed, 2000
- Pseudogonatodes peruvianus Huey & Dixon, 1970